# Tommaso Berni
Tommaso Berni (Firenze, 6 marzo 1983) è un ex calciatore italiano, di ruolo portiere.

## Carriera

### Club

#### Gli inizi
Cresciuto nelle giovanili della Fiorentina e dell'Inter, inizia la propria carriera con l'Inter nella stagione 2000-01, senza scendere mai in campo. Nel 2001 si trasferisce in Inghilterra al Wimbledon, senza, però, debuttare in campionato. Nella stagione 2003-04 ritorna in Italia alla Ternana in Serie B, dove gioca per tre anni (gli ultimi due da titolare). Nei tre anni ha parato 7 rigori (ad Abbruscato, Ferrante, Cavalli e Biancolino).

#### Lazio, Salernitana e Sporting Braga
Il 10 luglio 2006 viene acquistato dalla Lazio con la formula del prestito oneroso con diritto di riscatto. Il 31 gennaio 2007 la Lazio lo riscatta totalmente per la cifra di 1,5 milioni di euro. Ha esordito in Serie A il 20 maggio 2007 nella partita Lazio-Parma (0-0).
Il 2 febbraio 2009 viene ceduto in prestito alla Salernitana in Serie B. Il 23 marzo 2009, nel posticipo casalingo contro il Brescia, Berni para un calcio di rigore ad Andrea Caracciolo; ne para un secondo solo 6 giorni dopo a Vicenza ad Alessandro Sgrigna.
Conclusa la stagione con la Salernitana, Berni torna alla Lazio. È inizialmente il terzo portiere biancoceleste, dietro a Fernando Muslera e ad Albano Bizzarri. A metà stagione però quest'ultimo si infortuna gravemente alla spalla nel corso di una gara di Europa League, quindi Berni diventa il secondo portiere per il resto dell'annata, giocando anche due partite da titolare in campionato. Questa gerarchia tra portieri rimane invariata anche nella stagione successiva, durante la quale Berni si accomoda stabilmente in panchina, venendo preferito a Bizzarri. L'estremo difensore toscano viene chiamato a difendere la porta biancoceleste negli incontri di Coppa Italia 2010-2011.
Il 29 giugno 2011 trova l'accordo con la formazione portoghese dello Sporting Braga, dopo che il suo contratto con la Lazio era giunto a scadenza. Il 29 agosto 2011 esordisce in Primeira Liga nel match Vitória Setúbal-Sporting Braga (0-1). 

#### Sampdoria, Torino, Inter
Dal 3 agosto 2012 si allena con la Sampdoria, grazie al nullaosta concesso dallo Sporting Braga, in attesa di definire nei giorni successivi il suo trasferimento a titolo definitivo, che avviene il 24 agosto. Il 16 settembre esordisce con la maglia dei blucerchiati nella partita Pescara-Sampdoria 2-3 a causa dell'assenza di Romero. Il 30 giugno, scadutogli il contratto con la Samp, rimane svincolato.
Nell'estate del 2013 viene tesserato dal Torino, con cui non collezionerà alcuna presenza.
Il 2 luglio 2014 ritorna all'Inter, nelle cui giovanili è cresciuto, come terzo portiere dietro a Samir Handanovič e Juan Pablo Carrizo (fino al 2017, poi sostituito da Daniele Padelli). Il 26 gennaio 2020, al termine della partita Inter-Cagliari, terminata 1-1, protesta sull'operato dell'arbitro per il quale viene espulso dal campo e rimedia due giornate di squalifica: è un caso curioso, poiché Berni non ha mai giocato nemmeno una partita in sei stagioni con la maglia nerazzurra. Riceve il secondo cartellino rosso stagionale il 28 giugno seguente, quando viene espulso nel match contro il Parma, vinto dall'Inter 2-1. Il 1º settembre 2020, alla scadenza naturale del contratto, si svincola dalla società meneghina dopo sei stagioni in cui non ha collezionato nemmeno una presenza ufficiale.

### Nazionale
Convocato per 48 volte nelle nazionali giovanili italiane, disputa in totale 27 partite. Durante la sua militanza al Wimbledon, esordisce nella nazionale Under-20 e nell'under 21.il 20 agosto 2002,nell'amichevole di Grosseto contro la Germania, persa dagli azzurrini per 2-0. Totalizza altre due presenze nell'Under 21 negli anni 2004 e 2005 quando giocava titolare nella Ternana.

## Statistiche

### Presenze e reti nei club
Statistiche aggiornate al 5 marzo 2020.
| Stagione            | Squadra             | Campionato          | Campionato | Campionato | Coppe nazionali | Coppe nazionali | Coppe nazionali | Coppe continentali | Coppe continentali | Coppe continentali | Altre coppe | Altre coppe | Altre coppe | Totale | Totale |
| Stagione            | Squadra             | Comp                | Pres       | Reti       | Comp            | Pres            | Reti            | Comp               | Pres               | Reti               | Comp        | Pres        | Reti        | Pres   | Reti   |
| ------------------- | ------------------- | ------------------- | ---------- | ---------- | --------------- | --------------- | --------------- | ------------------ | ------------------ | ------------------ | ----------- | ----------- | ----------- | ------ | ------ |
| 2000-2001           | Inter               | A                   | 0          | 0          | CI              | 0               | 0               | UCL+CU             | 0                  | 0                  | SI          | 0           | 0           | 0      | 0      |
| 2001-2002           | Wimbledon FC        | FD                  | 0          | 0          | FACup+CdL       | 1+0             | -1+0            | -                  | -                  | -                  | -           | -           | -           | 1      | -1     |
| 2002-2003           | Wimbledon FC        | FD                  | 0          | 0          | FACup+CdL       | 1+1             | -1+ 0           | -                  | -                  | -                  | -           | -           | -           | 2      | -1     |
| Totale Wimbledon FC | Totale Wimbledon FC | Totale Wimbledon FC | 0          | 0          |                 | 3               | -2              |                    | -                  | -                  |             | -           | -           | 3      | -2     |
| 2003-2004           | Ternana             | B                   | 9          | -7         | CI              | 0               | 0               | -                  | -                  | -                  | -           | -           | -           | 9      | -7     |
| 2004-2005           | Ternana             | B                   | 36         | -44        | CI              | 3               | -5              | -                  | -                  | -                  | -           | -           | -           | 39     | -49    |
| 2005-2006           | Ternana             | B                   | 37         | -49        | CI              | 2               | -1              | -                  | -                  | -                  | -           | -           | -           | 39     | -50    |
| Totale Ternana      | Totale Ternana      | Totale Ternana      | 82         | -100       |                 | 5               | -6              |                    | -                  | -                  |             | -           | -           | 87     | -106   |
| 2006-2007           | Lazio               | A                   | 2          | -2         | CI              | 0               | 0               | -                  | -                  | -                  | -           | -           | -           | 2      | -2     |
| 2007-2008           | Lazio               | A                   | 0          | 0          | CI              | 0               | 0               | UCL                | 0                  | 0                  | -           | -           | -           | 0      | 0      |
| 2008-gen. 2009      | Lazio               | A                   | 0          | 0          | CI              | 0               | 0               |                    | -                  | -                  | -           | -           | -           | 0      | 0      |
| gen.-giu. 2009      | Salernitana         | B                   | 16         | -21        | CI              | -               | -               | -                  | -                  | -                  | -           | -           | -           | 16     | -21    |
| 2009-2010           | Lazio               | A                   | 2          | -2         | CI              | 0               | 0               | UEL                | 0                  | 0                  | SI          | 0           | 0           | 2      | -2     |
| 2010-2011           | Lazio               | A                   | 2          | -1         | CI              | 3               | -2              | -                  | -                  | -                  | -           | -           | -           | 5      | -3     |
| Totale Lazio        | Totale Lazio        | Totale Lazio        | 6          | -5         |                 | 3               | -2              |                    | 0                  | 0                  |             | 0           | 0           | 9      | -7     |
| 2011-2012           | Braga               | PL                  | 1          | 0          | CP+CdL          | 2+2             | -3+0            | UEL                | 0                  | 0                  | -           | -           | -           | 5      | -3     |
| 2012-2013           | Sampdoria           | A                   | 3          | -5         | CI              | 0               | 0               | -                  | -                  | -                  | -           | -           | -           | 3      | -5     |
| 2013-2014           | Torino              | A                   | 0          | 0          | CI              | 0               | 0               | -                  | -                  | -                  | -           | -           | -           | 0      | 0      |
| 2014-2015           | Inter               | A                   | 0          | 0          | CI              | 0               | 0               | UEL                | 0                  | 0                  | -           | -           | -           | 0      | 0      |
| 2015-2016           | Inter               | A                   | 0          | 0          | CI              | 0               | 0               | -                  | -                  | -                  | -           | -           | -           | 0      | 0      |
| 2016-2017           | Inter               | A                   | 0          | 0          | CI              | 0               | 0               | UEL                | 0                  | 0                  | -           | -           | -           | 0      | 0      |
| 2017-2018           | Inter               | A                   | 0          | 0          | CI              | 0               | 0               | -                  | -                  | -                  | -           | -           | -           | 0      | 0      |
| 2018-2019           | Inter               | A                   | 0          | 0          | CI              | 0               | 0               | UCL+UEL            | 0+0                | 0+0                | -           | -           | -           | 0      | 0      |
| 2019-2020           | Inter               | A                   | 0          | 0          | CI              | 0               | 0               | UCL+UEL            | 0+0                | 0+0                | -           | -           | -           | 0      | 0      |
| Totale Inter        | Totale Inter        | Totale Inter        | 0          | 0          |                 | 0               | 0               |                    | 0                  | 0                  |             | -           | -           | 0      | 0      |
| Totale carriera     | Totale carriera     | Totale carriera     | 108        | -131       |                 | 15              | -13             |                    | 0                  | 0                  |             | 0           | 0           | 123    | -144   |

## Palmarès

### Club
- Supercoppa italiana: 1

Lazio: 2009